# 검은모루동굴유적
검은모루동굴유적(검은모루洞窟遺蹟)은 황해북도 상원군 흑우리에서 발견된 구석기 시대 유적이다. 사람의 뼈와 집터, 그리고 코뿔소와 사슴과 같은 사냥해 잡아먹은 동물의 뼈가 발견되었다. 조선민주주의인민공화국의 국보 문화유물 제27호이다. 조선민주주의인민공화국 학계는 검은모루동굴에서 발견된 사람의 유해를 《상원사람》이라고 이름 붙였으며, 유물 다수는 평양의 조선중앙역사박물관에 전시되어 있다.

## 상세
후기 구석기 시대인 약 60만 년 전의 유적으로 추정되며, 북한 학계에서는 연대를 약 100만 년 전으로 추정한다고 전해진다.
영남대학교 정영화 교수의 연구보고서에 따르면 유적은 1966년부터 1970년까지 걸쳐 발굴되었다. 석회암 동굴의 유적은 총 5개 층으로 구성되어 있는데 상기한 중요한 유물은 아래에서부터 4번째 층에서 발견되었다. 이외에도 (아래에서부터) 1, 3, 4번째 층에서 중기 플라이스토세의 초기에 해당하는 풍부한 동물상 유물이 발견되었다.